# Aracopidius variegatus
Aracopidius variegatus is een keversoort uit de familie Ptilodactylidae. De wetenschappelijke naam van de soort is voor het eerst geldig gepubliceerd in 1935 door Carter.